# Francisco de Asís Vidal y Barraquer
Francisco de Asís Vidal y Barraquer, španski rimskokatoliški duhovnik, škof in kardinal, * 3. oktober 1868, Cambrils, † 13. september 1943.

## Življenjepis
17. septembra 1899 je prejel duhovniško posvečenje.
10. novembra 1913 je bil imenovan za apostolskega administratorja Solsone in za naslovnega škofa Pentacomie; škofovsko posvečenje je prejel 26. aprila 1914.
7. maja 1919 je bil imenovan za nadškofa Tarragone.
7. marca 1921 je bil povzdignjen v kardinala in imenovan za kardinal-duhovnika S. Sabina.